# Jestocke.com
Jestocke.com est une entreprise française fondée par Laure Courty en 2013. Il s'agit d'une plateforme communautaire de location d’espaces de stockage à destination des particuliers et professionnels.

## Historique
L'idée est née de l'expérience personnelle de Laure Courty. Elle dit en effet avoir constaté que pour de courtes expatriations, le coût du service proposé par les loueurs professionnels était élevé financièrement. Le 5 février 2013, elle crée Jestocke.com. Le site est officiellement lancé en 2014.
En janvier 2015, la start-up connait sa première levée de fonds, de 350 000€, avec pour objectif, selon la fondatrice, d’ouvrir la plateforme aux professionnels.
En 2016, Jestocke.com et six autres startups bordelaises créent l’incubateur du Château numérique à Bègles afin de collaborer et mutualiser tant les compétences que les équipements. La même année, la start-up lève 1 600 000€ afin de déployer davantage son offre commerciale en France et de s'implanter en Europe du Nord,.
En 2018, Jestocke ouvre une plateforme à destination de la Belgique,.
En 2019, la startup s’installe dans l’ancien siège de DDP.
Début 2020, une troisième levée de fonds est bouclée pour un montant de 1 700 000€ afin notamment de développer une offre de logistique urbaine 100 % numérique,.
A l’été 2020, l'entreprise remporte l’appel à projet « Fret & Logistique » de la région Île-de-France et reçoit une subvention de 465 000€ pour le déploiement de centres urbains de stockage connectés au sein des locaux vacants des bailleurs sociaux,.
En 2021, la startup développe une offre de logistique en BtoB sous la marque Waresito 